# Pierre Derbigny

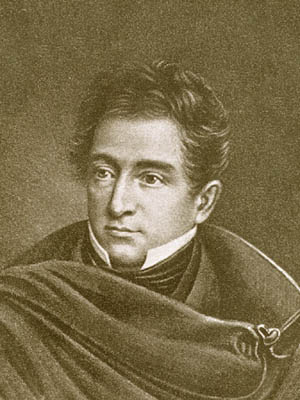
Pierre Derbigny

Pierre Auguste Charles Bourguignon Derbigny (* 30. Juni 1769 in Laon, Frankreich; † 6. Oktober 1829 in Gretna, Louisiana) war ein französisch-amerikanischer Politiker und von 1828 bis 1829 Gouverneur des Bundesstaates Louisiana.

## Frühe Jahre
Pierre Derbigny wurde in Frankreich geboren. Dort studierte er auch Jura. Während der Französischen Revolution floh er im Jahr 1791 nach Santo Domingo. Von dort ist er dann in die USA weitergereist. Dort lebte er zunächst in Pennsylvania, Missouri, Florida und Illinois, ehe er sich im Jahr 1797 im damals spanischen New Orleans niederließ. Dort diente er den spanischen Behörden als Übersetzer ins Englische.

## Politischer Aufstieg
Nachdem das Gebiet durch den Louisiana Purchase im Jahr 1803 an die USA gefallen war, begann Derbigny eine politische Laufbahn. Er arbeitete zunächst für die Stadtverwaltung von New Orleans und war später an der Gründung des Orleans-Territoriums beteiligt. Damals setzte er sich für die Wiedereinführung des Sklavenhandels in diesem Gebiet ein. Er gehörte zu den Befürwortern des französischen Rechts gegenüber dem britischen Common Law und war auch an der Gründung des College of Orleans beteiligt. Im Jahr 1812 war er für kurze Zeit Mitglied des territorialen Senats. Zwischen 1814 und 1820 war Derbigny Richter am Obersten Gerichtshof des neuen US-Bundesstaates Louisiana. Dort arbeitete er an einer Reform des bürgerlichen Rechts, die dann im Jahr 1825 in Kraft trat. Im Jahr 1820 kandidierte er erfolglos für das Amt des Gouverneurs. Danach war er von 1820 bis 1827 Secretary of State in Louisiana. Gleichzeitig war er Schulrat in New Orleans (Regent of the central and primary schools).

## Gouverneur von Louisiana
Am 7. Juli 1828 wurde Derbigny zum neuen Gouverneur seines Staates gewählt. Er trat dieses Amt am 15. Dezember 1828 an. In seiner Amtszeit wurden in New Orleans einige neue Schifffahrtsgesellschaften gegründet. Zum Schutz vor Hochwasser wurden Deiche angelegt bzw. ausgebessert. Auch die Bildung wurde von Derbigny gefördert. In New Orleans wurde eine Gaslichtfirma gegründet. Derbigny versuchte auch im Konflikt zwischen den Anglo-Amerikanern und den Kreolen in Louisiana zu vermitteln. Dem Gouverneur blieb aber nicht genügend Zeit, um alle seine politischen Pläne zu verwirklichen. Am 6. Oktober starb er nach einem Sturz aus einer fahrenden Kutsche. Er war der erste Gouverneur von Louisiana, der im Amt verstarb. Mit seiner Frau Felicite Odile de Hault de Lassus hatte Derbigny sieben Kinder.